# Schefflera insignis
Schefflera insignis là một loài thực vật có hoa trong Họ Cuồng cuồng. Loài này được C.N.Ho miêu tả khoa học đầu tiên năm 1952.